# تری‌آزیکون
تری‌آزیکون (به انگلیسی: Triaziquone) دارویی است که در شیمی‌درمانی استفاده می‌شود.
این دارو یک عامل آلکیله‌کننده است و می‌تواند با DNA واکنش داده و پیوندهای عرضی درون رشته‌ای ایجاد کند.